# Wait Your Turn
Wait Your Turn è il terzo singolo estratto dal quarto album di Rihanna, Rated R. Il brano è stato scritto dalla stessa Rihanna insieme a James Fauntleroy II, Takura Tendayi, Stargate e Chase & Status.

## Video musicale
Il 16 ottobre 2009, Rihanna incominciò le riprese del video del brano, sotto la direzione del regista Anthony Mandler. La clip è stato ispirata da artisti come The Notorious BIG, Wu-Tang Clan e Nas.

La prima visione avvenne il 3 novembre 2009 sul sito ufficiale di Rihanna. La pubblicazione ufficiale avvenne il 9 novembre, prima di quella del video di Russian Roulette e dieci giorni prima che fosse reso disponibile il download della canzone stessa.

## Accoglienza
Greg Kot dal Chicago Tribune ha ribattuto che Rihanna assume il ruolo della vittima nel brano e non dell'offensore, affermando che "è sospetta nei confronti degli uomini che ci provano con lei". Bill Lamb da About.com, facendo eco ai pareri di molti altri critici, ha annunciato di essere scettico se il singolo sarebbe stato capace di scavalcare le classifiche, affermando che "Wait Your Turn (The Wait Is Ova) alimenta lo sfondo cupo del primo singolo estratto dal suo disco, Russian Roulette. È presente una leggera sfumatura caraibica con un luminoso ritmo reggae".

## Classifiche
| Classifica (2009) | Posizione massima |
| ----------------- | ----------------- |
| Australia         | 82                |
| Irlanda           | 32                |
| Italia            | 91                |
| Regno Unito       | 45                |